# Rirha
Le site archéologique de Rirha (possiblement l'ancienne Gilda), est une agglomération antique et médiévale située dans la plaine du Gharb, à environ 55km du site de Volubilis et à 8 km au nord de Sidi Slimane, en province de Kénitra, au Maroc.
Le site de Rirha occupe, sur la rive droite de l’oued Beht, une colline triangulaire artificielle d’une dizaine de mètres de hauteur, allongée d’est en ouest et enserrée par un méandre de l’oued.
Rirha est classée patrimoine national du Maroc en 2001 par le décret du 13 Juillet 2001 du B.O. n° 4921.

## Toponymie
Des tegulae exhumés non loin du site mentionnent le nom de Gilda qui est à rapprocher du libyque GLD lui-même proche du vocable aguellid en berbère signifiant "Roi" ou "chef de tribu".

## Histoire
Le site a été signalé dès la fin du XIXe siècle et partiellement fouillé dans les années 1920 et en 1955.
D'après la mission archéologique de Rirha lancée en 2004 et dirigée par Laurent Callegarin, le site a connu trois principales phases d’occupation s'étalant de la période préromaine, qualifiée de "maurétanienne", jusqu'au XIVe s. ap. J.-C. En effet, le site à démontré l'existence d'un noyau urbain dès le Ve s. av. J.-C. si non pas dès le VIIe s. après la découverte, hors contexte stratigraphique, d'un fragment d'amphore de type Rachgoun 1 (T.10.1.2.1 de Ramón) remontant à cette période. L'architecture du site pour la période maurétanienne est caractérisée par une architecture exclusivement en terre crue et notamment par l'usage de briques crues. Les soubassements en pierre n'apparaissant que sous le règne de Juba II et l'architecture en dur durant la période romaine. Durant la période maurétanienne, le site semble avoir été principalement consacré aux activités artisanales et notamment la fabrication de céramiques comme l'atteste la présence de nombreux fours. Le régime carné des habitants durant cette phase se caractérise par une consommation importante de viande de bœuf mais aussi et dans une moindre mesure de rongeurs gerbillidés. Bien que faiblement attestée, les habitants chassaient l'antilope redunca, l'éléphant et le sanglier mais aussi le cerf durant la période romaine et islamique.
Ensuite par une phase romaine (Ier au IIIe siècles), durant laquelle se développe un paysage urbain romain (domus, enceinte, égouts…) et à la fin une phase islamique (IXe au XIVe siècles) qui réoccupe dans un premier temps les bâtiments de l’époque antique.

## Anthracologie et Carpologie
Neuf plantes étaient cultivées et exploitées sur le site au Ve et IVe s. av. J.-C. : l’amidonnier, le blé nu, l’orge vêtue, le pois, le lin, la vigne, l’olivier, le figuier, et le caroubier. La végétation ligneuse des bords de l'oued Beht était utilisée pour la confection des toitures d'habitats et les déchets de décorticage des céréales étaient utilisés dans la confection des murs.